# 11524 Pleyel
11524 Pleyel (1991 PY2) là một tiểu hành tinh vành đai chính được phát hiện ngày 2 tháng 8 năm 1991 bởi E. W. Elst ở Đài thiên văn Nam Âu.